# Thioxy
Thioxy, còn gọi là lưu huỳnh đime, là phân tử có công thức hoá học S2. Nó tương tự như phân tử oxy nhưng hiếm khi xảy ra ở nhiệt độ phòng. Khí màu tím này chiếm ưu thế trong hơi lưu huỳnh nóng. S2 là một trong những thành phần phụ của khí quyển vệ tinh Io, thành phần chủ yếu là SO2.